# Kirschsteiniothelia elaterascus
Kirschsteiniothelia elaterascus är en lavart som beskrevs av Shearer 1994. Kirschsteiniothelia elaterascus ingår i släktet Kirschsteiniothelia, klassen Dothideomycetes, divisionen sporsäcksvampar och riket svampar.   Inga underarter finns listade i Catalogue of Life.